# Шенґен
Ше́нґен (люксемб. Schengen, [ˈʃeŋən]) — село в Люксембурзі, що розташоване неподалік від потрійного стику кордонів Франції, Німеччини та Люксембурґу. Входить до складу комуни Шенґен, яка є складовою частиною кантону Реміх. Є центром комуни Реміх. Село спеціалізується на виноробстві.
Стало відоме після того, як у цьому селі була підписана знаменита Шенґенська угода 14 червня 1985 року, яка створила Шенґенську зону.

## Географія
Село розташоване в південно-східній частині Люксембурґу на лівому березі річки Мозель біля гори святого Марка поблизу місця сходження кордонів Люксембурґу, Німеччини та Франції. На протилежному березі Мозеля знаходиться німецька комуна Перль (земля Саар), поблизу — французька комуна Апаш (департамент Мозель, регіон Лотаринґія). Основними галузями економіки є виноробство і продаж бензину для німецьких автомобілістів за цінами, нижчими ніж у Німеччині.

## Історія
Археологічні знахідки бронзової доби засвідчують, що територія Шенґену вже в той час була заселена. Перша письмова згадка про село відноситься до 877 р.
У 1909 р. був побудований міст через річку Мозель, проведений у село Шенґен. Міст замінив поромну переправу, яка існувала ще з 1451 р. У 1939 році, після оголошення Францією і Великою Британією війни Німеччині, міст був зруйнований. У 1959 році був побудований новий міст. З 2003 року функціонує новий автомобільний міст, розташований трохи північніше.

## Галерея
|                   |  |                        |  |                                        |  |                                       |
| Шенґенський замок |  | Будинок Коха в Шенґені |  | Монумент в пам'ять про Шенґенску угоду |  | Пристань біля Шенгену на річці Мозель |